# Farba maskująca

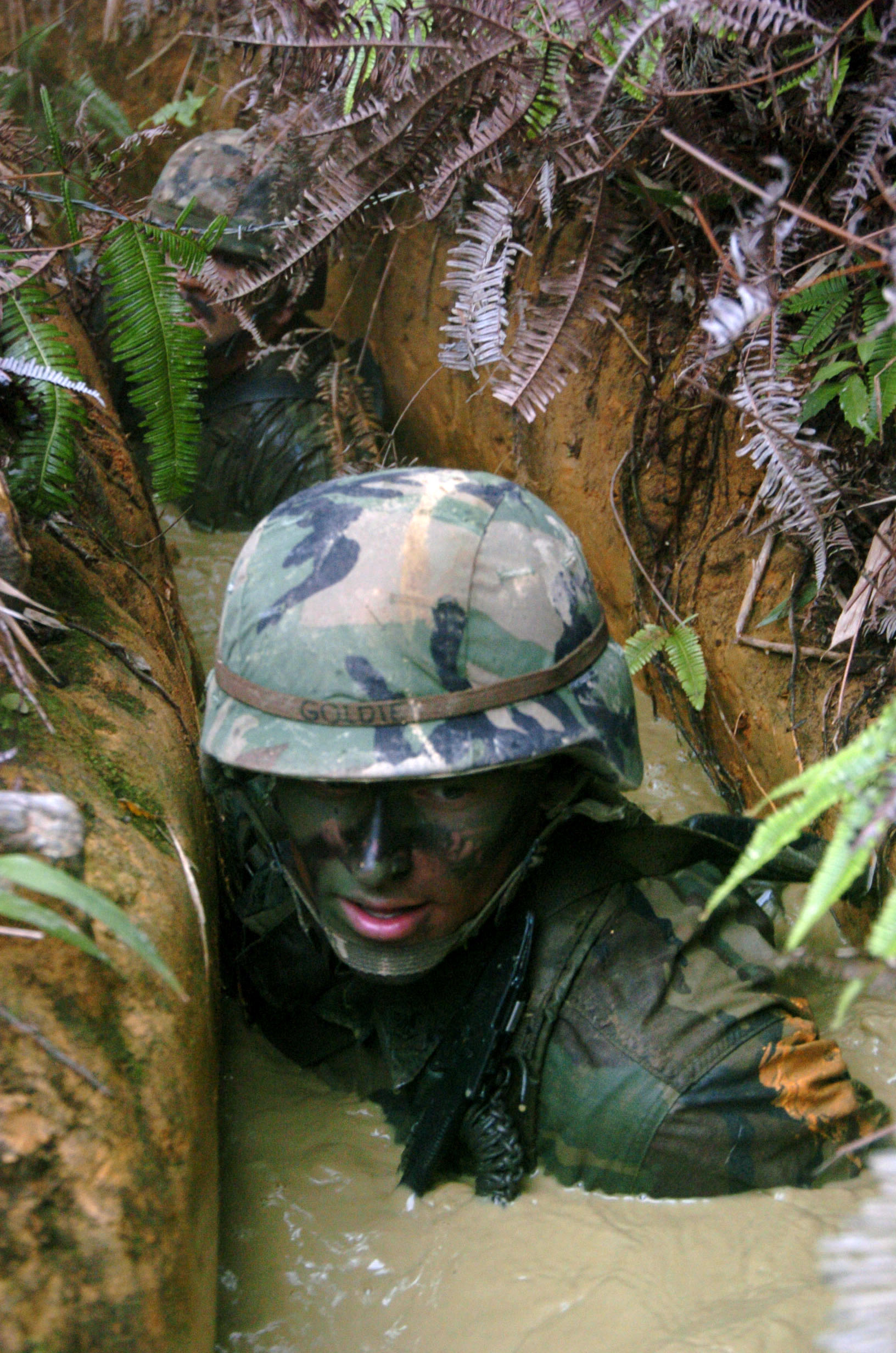
Żołnierz United States Navy z maskowaniem na twarzy

Farba maskująca – specjalna farba do zakrywania (kamuflażu) części ciała żołnierza niezasłoniętych przez mundur.

## Zastosowanie
Głównym użytkownikiem zdaje się być wojsko, jednak coraz większą popularność zdobywają wśród myśliwych, u leśnych graczy paintballu jak i u graczy ASG.

## Skład
Typowe farby do kamuflażu nie mogą powodować skutków alergicznych, jednak nie poleca się tych farb na skórę wrażliwą. Dodatkowo zawierają (wybrane modele) filtr UV, dzięki temu zapobiega zbytniemu opaleniu się skóry po całym dniu biegania w lesie.
Pakuje się je do plastikowych pudełeczek głównie po 3 lub 5 kolorów z lusterkiem ułatwiającym nakładanie farby, jednak spotyka się również farby w tubkach, albo dość często w sztyftach po 2 kolory w opakowaniu.

## Galeria

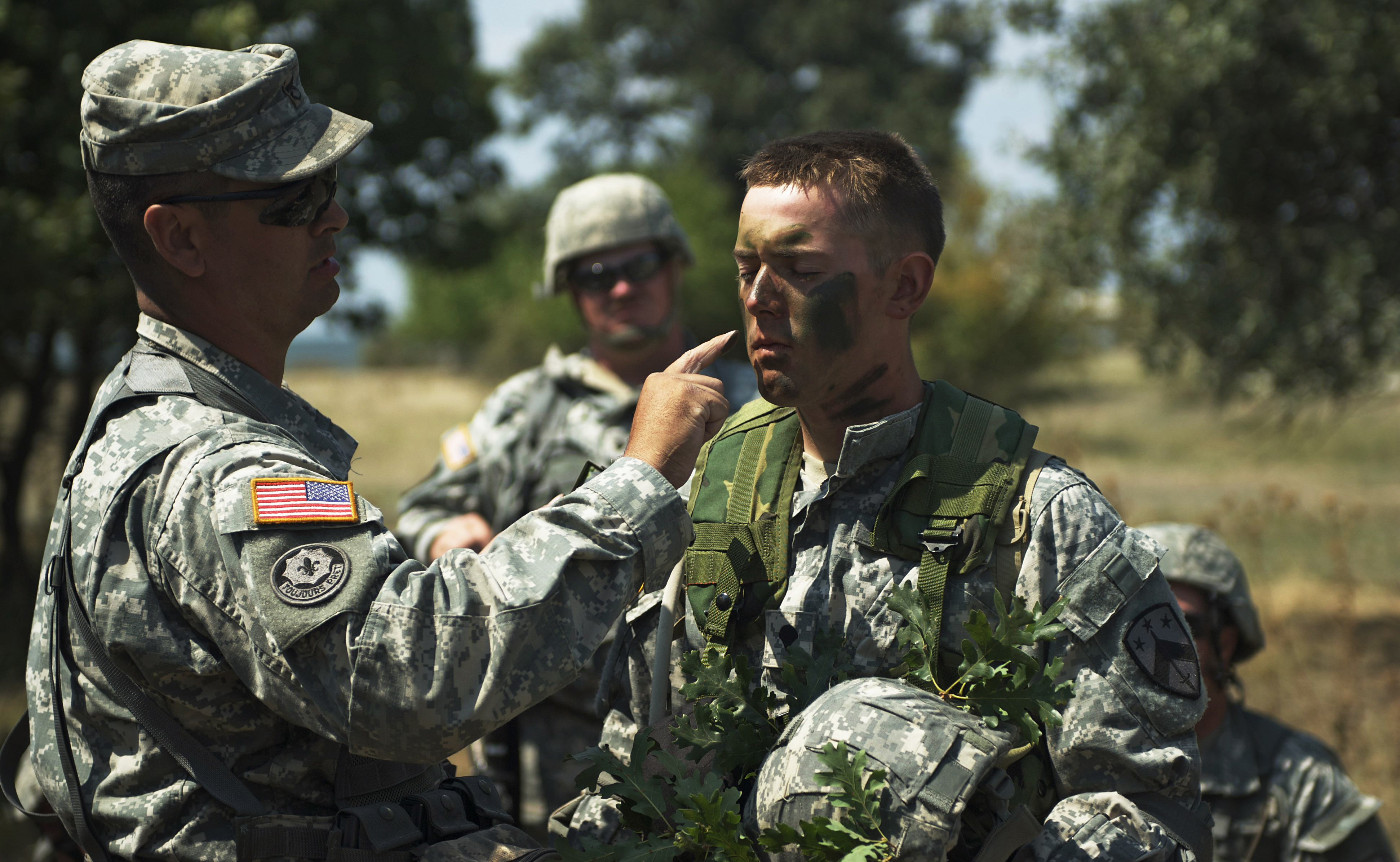
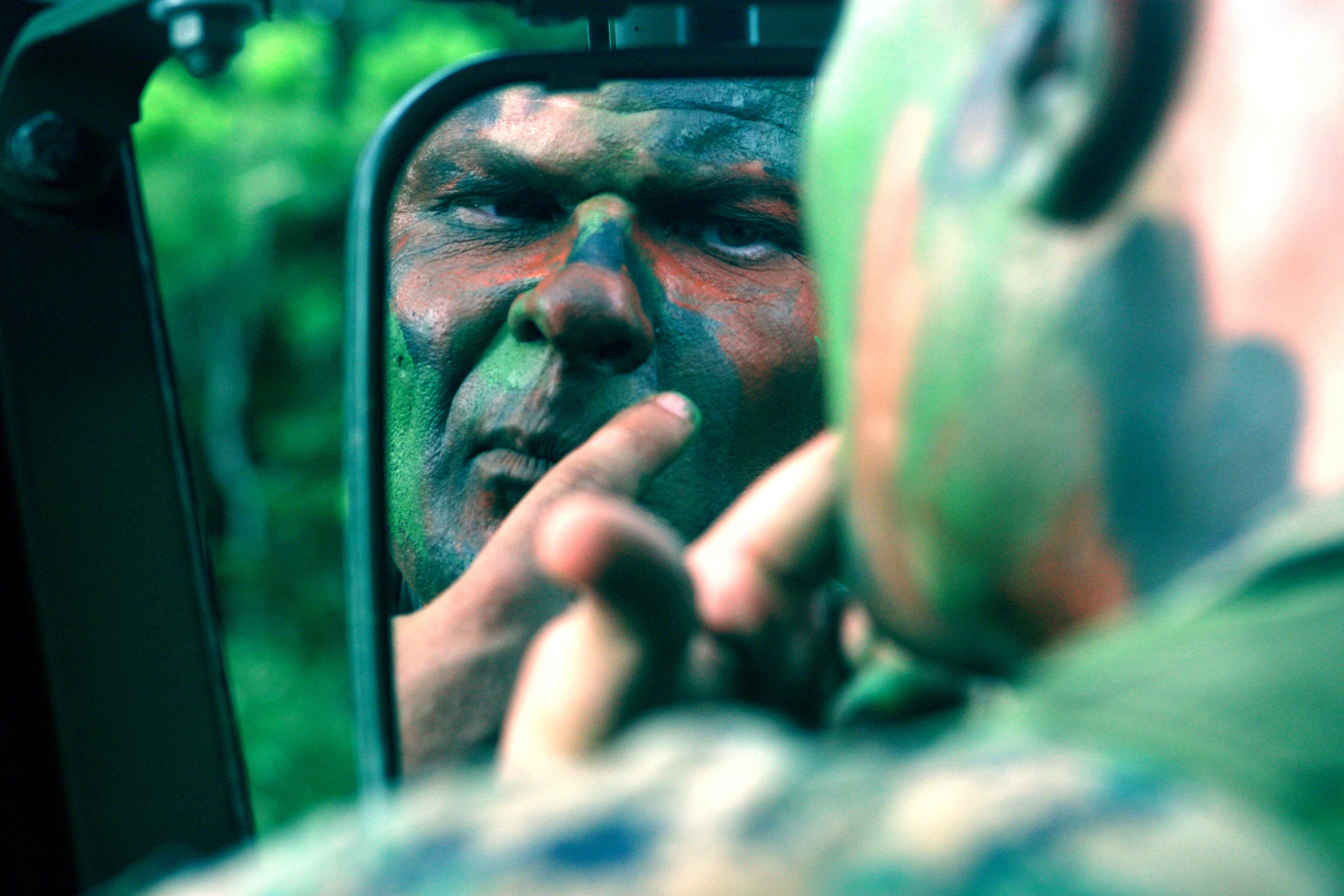
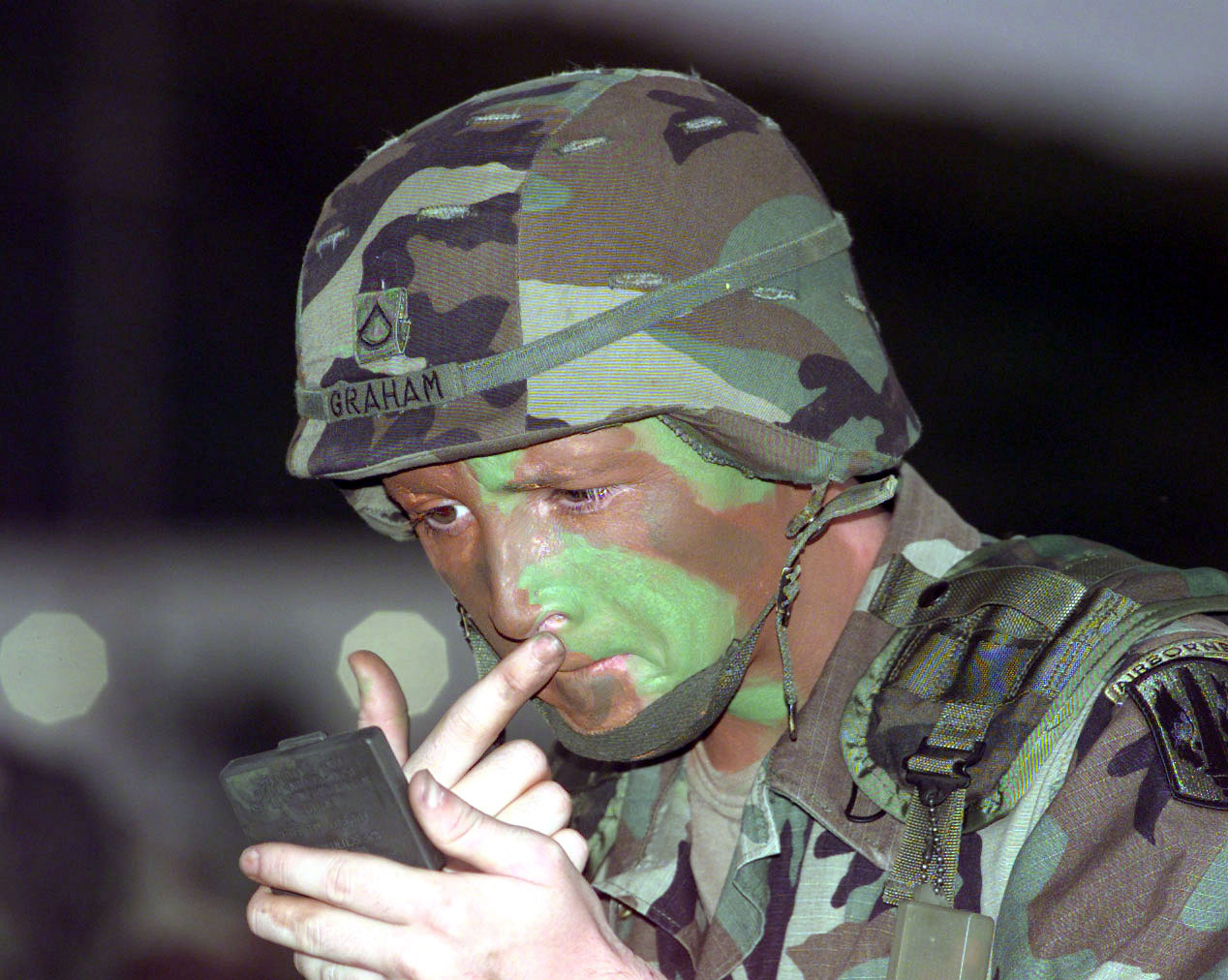
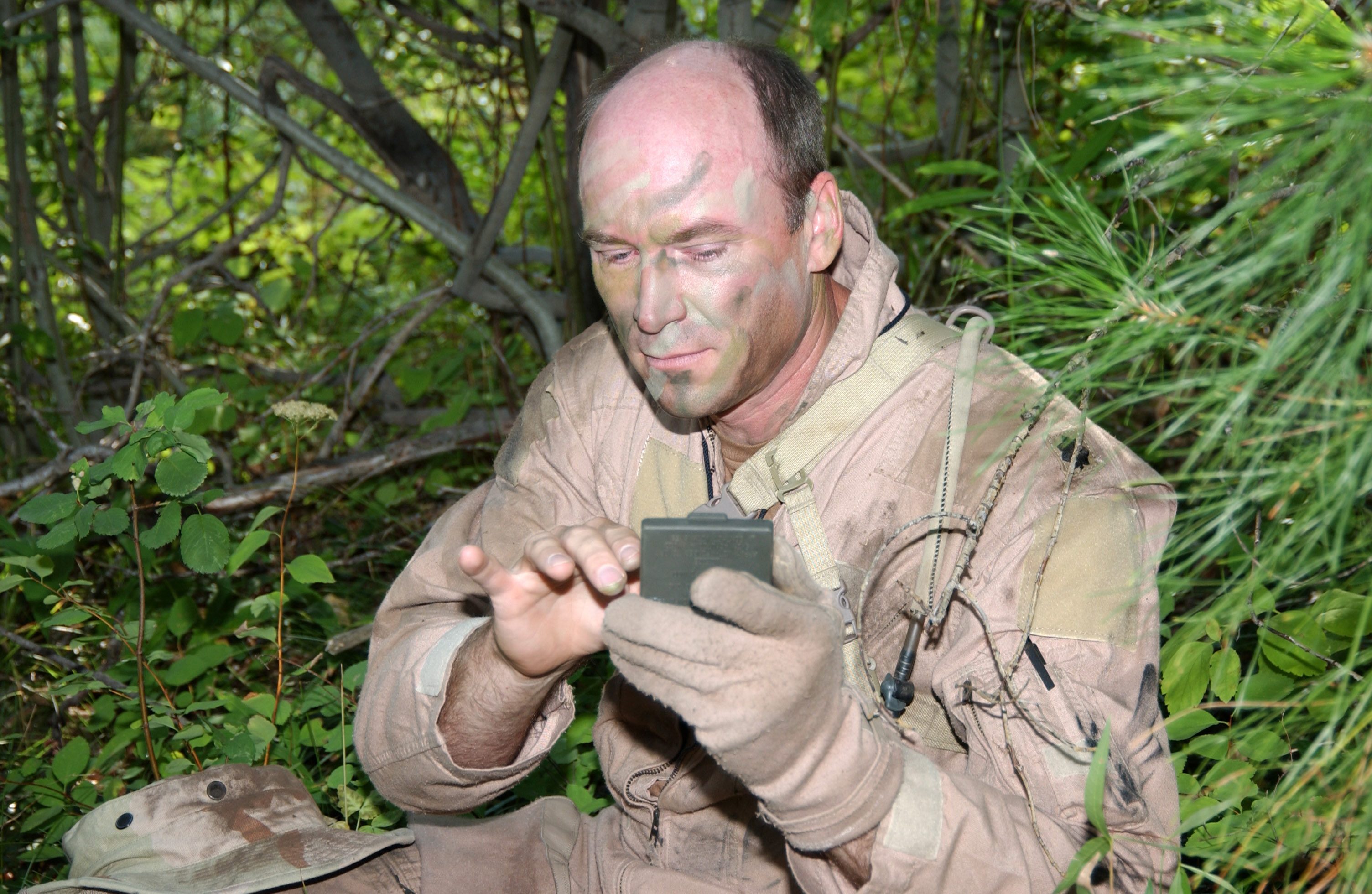